# Freshwater (Placentia)
Freshwater is een buurt (neighbourhood) van de gemeente Placentia in de Canadese provincie Newfoundland en Labrador. De plaats bevindt zich in het zuidoosten van het eiland Newfoundland en was tot 1994 een zelfstandige gemeente.

## Geschiedenis
In 1940 werd het nabijgelegen dorp Argentia, inclusief het gehucht Marquise, volledig afgebroken voor de bouw van een Amerikaanse marinebasis. Alle 400 gezinnen werden hervestigd naar nabijgelegen plaatsen, met een meerderheid onder hen die in Freshwater ging wonen.
Het kleine plaatsje Freshwater kende hierdoor een enorme groei en in 1950 kreeg het dorp een eigen gemeentebestuur. In 1994 werd de gemeente opgeheven en smolt de plaats met enkele omliggende dorpen samen tot de nieuwe fusiegemeente Placentia.

## Geografie
Freshwater ligt in het westen van Avalon, het zuidoostelijke schiereiland van Newfoundland. De plaats ligt aan de oevers van de Placentia Road, een zeegat van de Placentia Bay, en in het oosten aan Castle Hill, een heuvel met verschillende 17e- en 18e-eeuwse fortificaties. Dunville wordt door die heuvel gescheiden van het dorp Jerseyside, dat een halve kilometer verder naar het oosten toe ligt. Van op het strand is de hoofdplaats van de gemeente, het dorp Placentia, zichtbaar aan de overkant van de Placentia Harbour.
De plaats is bereikbaar via provinciale route 100 en ligt 3 km ten zuiden van het industriegebied Argentia.

## Demografie
Onderstaande grafiek geeft de demografische ontwikkeling van Freshwater weer tussen 1951 en 1986. Sinds het ontstaan van de fusiegemeente Placentia in 1994 worden er geen aparte bevolkingsdata voor het dorp meer verzameld.
| Demografische ontwikkeling van Freshwater tussen 1951 en 1986 |
| ------------------------------------------------------------- |
|                                                               |
| Bron: Statistics Canada                                       |